# غيلبيرت بونفين
غيلبيرت بونفين (بالفرنسية: Gilbert Bonvin)‏ لاعب كرة قدم فرنسي معتزل كان يجيد اللعب في خط الدفاع. ساهم في تحقيق نادي نيس بطولة دوري الدرجة الأولى موسمي 1955-1956 و1958-1959.

## روابط خارجية
- غيلبيرت بونفين على موقع قاعدة بيانات كرة القدم.إي يو (الإنجليزية)
- غيلبيرت بونفين على موقع عالم كرة القدم.نت (الإنجليزية)